# Послы смерти
Послы смерти (англ. The Ambassadors of Death) — третья серия седьмого сезона британского научно-фантастического телесериала «Доктор Кто», состоящая из семи эпизодов, которые были показаны в период с 21 марта по 2 мая 1970 года.

## Сюжет
Британское космическое агентство под руководством профессора Ральфа Корниша и ЮНИТ, обеспечивающий безопасность, наблюдают за запуском зонда «Рекавери 7». Этот аппарат отправляется для установления контакта с пропавшим «Марс проуб 7» и его двумя астронавтами, связь с которыми прервалась восемь месяцев назад. Пилот «Рекавери 7», Ван Лайден, успешно выполняет стыковку, но внезапно из-за невыносимого неземного звука отключается связь. Проблемы заставляют Доктора и Лиз приехать в Космический центр для расследования, предлагая свою точку зрения на происхождение и значение звука, которое он интерпретирует как закодированные сообщения. Он также обнаруживает ответное сообщение с Земли, которое послано со склада в нескольких милях в стороне. Под руководством Бригадира Летбридж-Стюарта отряд ЮНИТ атакует склад и ввязывается в перестрелку с отрядом под руководством генерала Чарльза Кэррингтона.
Тем временем «Рекавери 7» возвращается на Землю, и, пока ЮНИТ перевозит его, отряды Кэррингтона устраивают засаду и крадут судно. Доктор выкрадывает его обратно, но к тому моменту оно уже пусто: Кэррингтон переместил его содержимое, трёх астронавтов в скафандрах, в свою лабораторию, подпитывая их радиацией для поддержания жизни. Сэр Джеймс Квинлан, министр технологий, знакомит Доктора с Кэррингтоном, который объясняет, что он глава Департамента космической безопасности и все его действия направлены на защиту астронавтов, так как те инфицированы заразной радиацией. Квинлан заявляет, что они не хотят обнародовать этот факт, чтобы избежать паники, так что у Кэррингтона есть все полномочия действовать.
К моменту, когда Кэррингтон берёт Доктора со спутниками на встречу с астронавтами, ситуация вновь меняется: бандит по имени Риган организует их похищение, убивая солдат и учёных, охраняющих их. Когда на место прибывают Доктор и Лиз, они понимают, что человеческая ткань не может выдержать того уровня радиации, который излучают скафандры, значит, внутри — инопланетяне, а астронавты всё ещё находятся на орбите. Риган похищает Лиз, чтобы она помогала Ленноксу, работающему на Ригана опальному профессору Кембриджа, поддерживать жизнь инопланетян, пока те находятся в заключении. Вместе они создают устройство для общения и контроля инопланетян, которые отправляются в Космический центр и убивают Квинлана и других. Лиз позже помогает Ленноксу сбежать, но на свободе его настигает месть Ригана.
Несмотря на препятствия со стороны властей, Ральф Корниш решает организовать ещё один полёт на Марс для расследования. Квинлан мёртв, и Доктор решает пилотировать «Рекавери 7» самостоятельно. Пока он готовится ко взлёту, Риган пытается саботировать экспедицию, усилив подачу в бак топлива M3, но Доктор выживает и обнаруживает гигантский корабль на орбите Марса. Состыковавшись и взойдя на борт, Доктор обнаруживает трёх настоящих астронавтов, которые целы и невредимы, но загипнотизированы так, что им кажется, что они на карантине. Инопланетянин на борту объясняет, что люди на борту удерживаются, чтобы обеспечить безопасное возвращение их послов. Их послали на Землю для заключения соглашения между их расой и человечеством, но соглашение было расторгнуто из-за удержания послов в неволе. Доктор даёт персональную гарантию помощи в возвращении послов на их корабль прежде, чем будет объявлена война, покидает корабль и возвращается на Землю.
Когда Доктор приземляется, Риган усыпляет его газом, похищает и отвозит к Лиз. Оказывается, что тот работает на генерала Каррингтона. Действия генерала продиктованы ненавистью после его встречи с инопланетянами несколько лет назад во время его экспедиции на «Марс проуб 6». Джим Дэниэлс, его второй пилот, погиб при контакте с ними, и Кэррингтон заключил соглашение, при котором трое из пришельцев прилетят на Землю, где все убедятся в их агрессивных намерениях. Использование послов для убийства людей формирует публичное мнение против них. Следующая фаза — заставить послов раскрыть их заговор по телевизору. Оставив Доктора и Лиз работать над усовершенствованным устройством для общения и перевода языка пришельцев, Кэррингтон отправляется в Космический центр, где планирует снять маску с посла перед глазами всего мира, а затем силы Земли взорвут сам инопланетный корабль.
Солдаты ЮНИТ спасают Доктора и Лиз и задерживают Ригана и его головорезов. Доктор несётся в космический центр, где вместе с бригадиром задерживает Кэррингтона прежде, чем он начинает трансляцию, который протестует, считая, что руководствовался только моральным долгом. Доктор просит Корниша и Лиз отправить послов обратно к своему народу, после чего астронавты будут возвращены на Землю.

## Трансляции и отзывы
| Эпизод            | Дата показа    | Продолжительность | Телезрители (в миллионах) | Archive                    |
| ----------------- | -------------- | ----------------- | ------------------------- | -------------------------- |
| «Эпизод 1»        | 21 марта 1970  | 24:33             | 7,1                       | PAL 2" colour videotape    |
| «Эпизод 2»        | 28 марта 1970  | 24:39             | 7,6                       | Chroma dot colour recovery |
| «Эпизод 3»        | 4 апреля 1970  | 24:38             | 8,0                       | Chroma dot colour recovery |
| «Эпизод 4»        | 11 апреля 1970 | 24:37             | 9,3                       | Chroma dot colour recovery |
| «Эпизод 5»        | 18 апреля 1970 | 24:17             | 7,1                       | PAL D3 colour restoration  |
| «Эпизод 6»        | 25 апреля 1970 | 24:31             | 6,9                       | Chroma dot colour recovery |
| «Эпизод 7»        | 2 мая 1970     | 24:32             | 6,4                       | Chroma dot colour recovery |
| [ 1 ] [ 2 ] [ 3 ] |                |                   |                           |                            |